# Acacia loretensis
Acacia loretensis é uma espécie de leguminosa do gênero Acacia, pertencente à família Fabaceae.